# What Would You Do? (City High)
What Would You Do? is een nummer van het Amerikaanse r&b/hiphoptrio City High uit 2001. Het is de eerste single van hun titelloze debuutalbum. Daarnaast staat het ook op de soundtrack van de film Life.
Het nummer werd een hit in Noord-Amerika, Europa en Oceanië. In de Amerikaanse Billboard Hot 100 haalde het de 8e positie. In de Nederlandse Top 40 haalde het de 13e positie, en in de Vlaamse Ultratop 50 kwam het een plekje lager.